# Seamo
Naoki Takada (高田尚辉 Takada Naoki, nascido em 31 de dezembro de 1975, em Nagoya), mais conhecido pelo seu nome artístico Seamo, é  um cantor de hip hop japonês. Ele fez sua estreia em 2004, utilizando o pseudônimo Sea-Mo Nator, porém logo mais tarde mudou seu nome para Seamo. Teve sua estreia como carreira solo em 2005 com o single "Kanpaku" pela gravadora BMG Japan. Lançando logo mais, seu primeiro álbum Get Back On Stage.
Seamo logo ficou conhecido em 2005 quando participou em um duo com Bennie K na canção "A Love Story". Em 2006, Seamo teve seu single "Mata Aimashō" como o mais vendido no Japão, vendendo mais de 160 mil cópias. Seu segundo álbum Live Goes On lançado em 2006, teve sua estreia logo em primeiro lugar no gráfico japonês.
Em 2008, ele lançou o single "Honey Honey" com a participação de Ayuse Kozue, esta canção foi usada como música tema de encerramento da segunda temporada do anime xxxHolic, xxxHolic: Kei. Sua canção "My Answer" foi usada como o décimo tema de encerramento do anime Naruto Shippuuden. Também, sua canção "Umi e ikou" foi usada como tema de encerramento para o live-action de 2010, Moyashimon.

## Biografia
Seamo nasceu em Nagoya, em dezembro de 1975, como Takada Naoki. Depois de se formar na Escola Meijo no ensino médio, ele estudou na Universidade Aichi Gakuin e se formou em Estudos Budistas e Religiosos.

## Carreira

### 2004-2005: Início de carreira eGet Back On Stage
Em 2004, Seamo começou a se apresentar com o nome Sea-Mo nator (um trocadilho com o filme "O Exterminador do Futuro", "Terminator"). Foi nessa época que ele trabalhou com a dupla feminina de hip-hop Bennie K, em Tenku você. Benkai, uma faixa de seu primeiro mini-álbum. Seamo também se apresentou no PopJam, ganhando reconhecimento do público.
Porém, com a chegada de sua estreia de carreira solo em 2005, a BMG Japan sugeriu que ele muda-se seu nome artístico de Sea-mo nator para Seamo. Com o lançamento de seu single de estreia, "Kanpaku", apesar de não alcançar uma boa posição nos rankings, seguiu em frente. Com o lançamento de seu segundo single quatro meses depois, a carreira de Seamo pareceu estar destinada a permanecer no meio dos rankings. Logo mais, seu single "A Love Story" com a participação de Bennie K ficou na 14ª posição. Logo mais tarde ainda em 2005, no dia 31 de outubro lançou o seu álbum de estreia nomeado Get Back On Stage.

### 2006:Live Goes On
Após o lançamento de seu primeiro álbum, Seamo fez uma pausa de seis meses e retornou em 2006 com o single "Mata Aimashou", que alcançando a 14ª posição na Oricon, como seu single anterior. Esse single vendeu mais de 201 mil cópias, ficando entre os mais vendidos em 2006.
Acompanhando o sucesso de Mata Aimashou, o quinto single de Seamo, um cover do tema de abertura da segunda temporada do anime "Lupin the 3rd", deu ao artista sua primeira colocação entre o Top 10 da Oricon, em nono lugar. Com mais de 100 mil cópias vendidas, este se tornou o segundo single de Seamo mais vendido em 2006, chegando à 100ª posição.
O segundo álbum de Seamo, intitulado Live Goes On, sendo lançado em 20 de setembro de 2006.  Ficou em primeiro lugar durante sua primeira semana de vendas. Lançado dois meses depois de seu bem sucedido quinto single, o álbum contava com a participação de artistas como Azu e Kuro. Com quase 300.000 cópias vendidas, o álbum se tornou o 43° mais vendido de 2006.

### 2007:Round About
O primeiro single de Seamo em 2007, Cry Baby, foi usado como tema do filme "Crayon Shin-chan arashi wo yobu utau ketsu dake bakudan!". Esse foi o primeiro single do artista a ser vendido em três versões, a capa contendo ilustrações de Shin-chan, com apenas uma música. Esse single também traz uma faixa com uma referência a outro anime muito popular no Japão e em outros países: "Fist of the North Star".
O terceiro álbum de Seamo, Round About, terminou sua primeira semana de vendas na segunda posição da Oricon. Seguindo os passos de Live Goes On, o novo álbum contou com a participação de vários artistas populares da indústria hip-hop/R&B japonesa. Com artistas como BoA, HOME MADE KAZOKU, Azu, Shuriken Jet e mihimaru GT.

### 2008:DVD,Stock DeliveryeScrap & Build
Em 2008 foi um ano movimentado para o artista, que lançou o DVD "SEAMO Round About Tour ～2007 SEAMO hanki chin Play kou Play taishou～ Final at Nippon Budokan" no dia 23 de abril. Após mais alguns singles, ele lançou o álbum Stock Delivery em 1 de janeiro. Mais tarde, lançou também seu quinto álbum Scrap & Build no dia 19 de novembro de 2008, com as participações de Azu, Yukako e Crystal Boy.

### 2009-2011:Best Of Seamo, dois EPs eMessenger
Em 2009 Seamo lançou sexto álbum, intitulado Best Of Seamo. Logo em 2010 lançou seu primeiro EP "5 Women" seguido pelo EP "One Life" em 2011. Ainda em 2011 Seamo lançou seu sétimo álbum, Messenger, em 27 de abril de 2011.

### 2012-presente:Revolution
Seamo lançou seu álbum Revolution, em 7 de novembro de 2012.

## Discografia

### Álbuns
- Get Back On Stage (2005)
- Live Goes On (2006)
- Round About (2007)
- Stock Delivery (2008)
- Scrap & Build (2008)
- Best Of Seamo (2009)
- Messenger (2011)
- Revolution (2012)

### EP
- "5 Women" (2010)
- "One Life" (2011)

### Singles
- "Kanpaku" (関白, Advisor)
- "Drive"
- "A Love Story"
- "See You Later" (マタアイマショウ, Mata Aimashō)
- "Lupin the Fire" (ルパン・ザ・ファイヤー, Rupan za Faiyā)[8]
- "Cry Baby"
- "Fly Away"
- "Locus" (軌跡, Kiseki)
- "Mother"
- "Honey Honey feat. Ayuse Kozue"
- "Yasashii Kaze"
- "My Answer"
- "Owari to Hajimari\Lost Boy